# Podział administracyjny Kościoła katolickiego w Kenii
Podział administracyjny Kościoła katolickiego w Kenii – w ramach Kościoła katolickiego w Kenii funkcjonują obecnie cztery metropolie, w której skład wchodzą cztery archidiecezje i dwadzieścia diecezji. Ponadto istnieją też wikariat apostolski i ordynariat polowy, podległe bezpośrednio do Rzymu. 
Jednostki administracyjne Kościoła katolickiego obrządku łacińskiego w Kenii:

## Metropolia Kisumu
- Archidiecezja Kisumu
  - Diecezja Bungoma
  - Diecezja Eldoret
  - Diecezja Homa Bay
  - Diecezja Kakamega
  - Diecezja Kapsabet
  - Diecezja Kisii
  - Diecezja Kitale
  - Diecezja Lodwar

## Metropolia Mombasa
- Archidiecezja Mombasa
  - Diecezja Garissa
  - Diecezja Malindi

## Metropolia Nairobi
- Archidiecezja Nairobi
  - Diecezja Kericho
  - Diecezja Kitui
  - Diecezja Machakos
  - Diecezja Nakuru
  - Diecezja Ngong

## Metropolia Nyeri
- Archidiecezja Nyeri
  - Diecezja Embu
  - Diecezja Maralal
  - Diecezja Marsabit
  - Diecezja Meru
  - Diecezja Muranga
  - Diecezja Nyahururu

## Jednostka podległa bezpośrednio doRzymu
- Wikariat apostolski Isiolo
- Ordynariat Polowy Kenii